# Marac (Puèi Domat)
Marat és un municipi francès situat al departament del Puèi Domat i a la regió d'Alvèrnia-Roine-Alps. L'any 2007 tenia 816 habitants.

## Demografia

### Població
El 2007 la població de fet de Marat era de 816 persones. Hi havia 361 famílies de les quals 116 eren unipersonals (68 homes vivint sols i 48 dones vivint soles), 128 parelles sense fills, 97 parelles amb fills i 20 famílies monoparentals amb fills.
La població ha evolucionat segons el següent gràfic:
Habitants censats

### Habitatges
El 2007 hi havia 676 habitatges, 368 eren l'habitatge principal de la família, 217 eren segones residències i 91 estaven desocupats. 641 eren cases i 26 eren apartaments. Dels 368 habitatges principals, 304 estaven ocupats pels seus propietaris, 47 estaven llogats i ocupats pels llogaters i 17 estaven cedits a títol gratuït; 2 tenien una cambra, 10 en tenien dues, 43 en tenien tres, 114 en tenien quatre i 199 en tenien cinc o més. 277 habitatges disposaven pel capbaix d'una plaça de pàrquing. A 141 habitatges hi havia un automòbil i a 177 n'hi havia dos o més.

### Piràmide de població
La piràmide de població per edats i sexe el 2009 era:
| Homes | Edats   | Dones |
| ----- | ------- | ----- |
| 0     | 95 o +  | 0     |
| 0     | 90 a 94 | 4     |
| 0     | 85 a 89 | 0     |
| 4     | 80 a 84 | 16    |
| 32    | 75 a 79 | 40    |
| 28    | 70 a 74 | 32    |
| 36    | 65 a 69 | 28    |
| 20    | 60 a 64 | 40    |
| 20    | 55 a 59 | 8     |
| 24    | 50 a 54 | 36    |
| 24    | 45 a 49 | 24    |
| 32    | 40 a 44 | 32    |
| 40    | 35 a 39 | 36    |
| 32    | 30 a 34 | 20    |
| 8     | 25 a 29 | 12    |
| 28    | 20 a 24 | 16    |
| 16    | 15 a 19 | 12    |
| 44    | 10 a 14 | 16    |
| 16    | 5 a 9   | 24    |
| 16    | 0 a 4   | 24    |

## Economia
El 2007 la població en edat de treballar era de 469 persones, 339 eren actives i 130 eren inactives. De les 339 persones actives 316 estaven ocupades (178 homes i 138 dones) i 23 estaven aturades (9 homes i 14 dones). De les 130 persones inactives 61 estaven jubilades, 26 estaven estudiant i 43 estaven classificades com a «altres inactius».

### Ingressos
El 2009 a Marat hi havia 387 unitats fiscals que integraven 867,5 persones, la mediana anual d'ingressos fiscals per persona era de 17.681 €.

### Activitats econòmiques
Dels 19 establiments que hi havia el 2007, 1 era d'una empresa extractiva, 1 d'una empresa alimentària, 1 d'una empresa de fabricació d'altres productes industrials, 4 d'empreses de construcció, 2 d'empreses de comerç i reparació d'automòbils, 2 d'empreses de transport, 3 d'empreses d'hostatgeria i restauració, 1 d'una empresa immobiliària i 4 d'empreses de serveis.
Dels 7 establiments de servei als particulars que hi havia el 2009, 1 era un taller de reparació d'automòbils i de material agrícola, 2 fusteries, 2 lampisteries, 1 restaurant i 1 agència immobiliària.
L'únic establiment comercial que hi havia el 2009 era una fleca.
L'any 2000 a Marat hi havia 27 explotacions agrícoles que ocupaven un total de 464 hectàrees.

## Equipaments sanitaris i escolars
El 2009 hi havia una escola elemental.

## Poblacions més properes
El següent diagrama mostra les poblacions més properes.